# Mission Terre
Mission Terre (en version originale : Mission Earth) est une « décalogie » écrite par L. Ron Hubbard et publiée au cours de la seconde moitié des années 1980.
Le nombre d'ouvrages parus (dix) en un temps relativement court (entre 1985 et 1987), et à un moment où Ron Hubbard était gravement malade, a pu laisser penser qu'il n'avait pas rédigé lui-même les dix tomes de la série, se contentant d'en avoir fixé les « grandes lignes ». Au demeurant, huit des dix tomes ont été publiés après la mort de Ron Hubbard, survenue en janvier 1986.
En livre de poche, l'ensemble de la suite romanesque comprend environ 3 500 pages.

## Romans de la série
La série romanesque comprend 92 parties, réparties en dix tomes :
- Tome 1 : Le Plan des envahisseurs (The Invaders Plan), 1985 — parties 1 à 11 ;
- Tome 2 : La Forteresse du mal (Black Genesis), 1986 — parties 12 à 19 ;
- Tome 3 : L'Ennemi intérieur (The Enemy Within), 1986 — parties 20 à 28 ;
- Tome 4 : Une affaire très étrange (An Alien Affair), 1986 — parties 29 à 35 ;
- Tome 5 : L'Empire de la peur (Fortune of Fear), 1986 — parties 36 à 42 ;
- Tome 6 : Objectif Mort (Death Quest), 1987 — parties 43 à 51 ;
- Tome 7 : Destination vengeance (Voyage of Vengeance), 1987 — parties 52 à 61 ;
- Tome 8 : Catastrophe (Disaster), 1987 — parties 62 à 70 ;
- Tome 9 : Noire Victoire (Villainy Victorious), 1987  — parties 71 à 81 ;
- Tome 10 : Requiem pour une planète (The Doomed Planet), 1987 — parties 82 à 92.

## Thème de la série
Sur la planète Voltar, le sinistre Lombar Hisst, chef de l'organisation gouvernementale secrète de l'Appareil, a décidé d'envoyer sur la planète Blitho P-3 (la Terre) un de ses agent secret sans états d'âme, Soltan Gris, afin de le ravitailler en drogue.
Il charge aussi Gris de neutraliser Jettero Heller, un capitaine de la Flotte de Voltar envoyé sur la Terre pour voir si cette planète serait apte à intégrer la Fédération Voltarienne et si l'on pourrait empêcher ses habitants de s'autodétruire : en effet, pour garantir son approvisionnement en drogue, Hisst est persuadé qu'il ne faut surtout pas que le gouvernement de Voltar apprenne que les humains ont acquis les aptitudes à intégrer la Fédération.
Arrivé sur Terre, Soltan Gris, être cupide et sans scrupules, va peu à peu complètement rater sa mission...
Les romans de la série ne sont pas dénués d'un certain humour, l'auteur faisant de Soltan Gris un anti-héros gaffeur et malchanceux plus que convaincant.

## Temps et lieux de l'action
L'action des romans se déroule principalement sur Terre en Turquie, à Afyonkarahisar (« Afyon » dans le roman), où les Voltariens disposent d'une base et se livrent au trafic d'héroïne, et aux États-Unis (principalement à New York et dans le New Jersey), théâtre des opérations de Jettero Heller.
L'action se situe dans une uchronie dont le point de divergence se serait formé à la fin du XIXe siècle ou au début du XXe siècle. En effet, dans l'histoire américaine telle qu'on la connaît, le milliardaire John Davison Rockefeller (« John Delbert Rockecenter » dans le roman) a dû, en raison du Sherman Antitrust Act promulgué le 2 juillet 1890, scinder en 1911 son entreprise monopolistique Standard Oil en sept entités distinctes. La loi dite Clayton Antitrust Act de 1914 a renforcé et pérennisé les mesures anti-trusts.
L'auteur situe l'action des personnages dans une Terre où le descendant du milliardaire, toujours à la tête de son conglomérat resté entier, aurait le monopole de la production et de la vente du pétrole en Amérique, et serait propriétaire des principales entreprises du pays tout en ayant sous son autorité une grande partie du personnel politique et médiatique des États-Unis.
La période est située dans le dernier tiers du XXe siècle, à un moment où la technologie informatique est encore balbutiante (internet n'existant pas encore), et où le pétrole est la principale source d'énergie électrique et calorifique. On peut donc situer l'époque de cette série de romans uchroniques aux alentours de la fin des années 1970 et du début des années 1980.

## L'Appareil de Coordination de l'Information
Soltan Gris fait partie d'un organisme gouvernemental secret dénommé « Appareil de Coordination de l'Information » (en résumé « l'Appareil »), placé sous les ordres du sinistre Lombard Hisst.
Les membres de l'Appareil sont souvent qualifiés d'« ivrognes » par les autres forces de l'État voltarien (Flotte, Police intérieure, Militaires).
Le terme « Appareil de Coordination de l'Information », en trois mots, évoque la célèbre Central Intelligence Agency (CIA) américaine dont il reprend le sigle, légèrement dans le désordre.
Quelques années auparavant, L. Ron Hubbard, dans son roman Terre champ de bataille (1982), faisait état du « Bureau Impérial d'Enquête » (Imperial Bureau of Investigations), dont le nom semblait calqué sur celui du Federal Bureau of Investigation, appelé couramment le FBI.

## Apparitions des personnages
- O signifie que le personne joue un rôle dans le récit
- X signifie que le personnage ne joue aucun rôle dans le récit, ou qu'il y joue un rôle mineur

| Liste des apparitions des personnages | 1 | 2 | 3 | 4 | 5 | 6 | 7 | 8 | 9 | 10 |
| Soltan Gris                           | O | O | O | O | O | O | O | O | O | O  |
| Jettero Heller                        | O | O | O | O | O | O | O | O | O | O  |
| Comtesse Krak                         | O |   |   |   |   |   |   | O |   |    |
| Capitaine Stabb                       |   |   |   |   |   |   |   | O |   |    |
| Faht Bey                              | X |   |   |   |   |   |   | O |   |    |
| Lombar Hisst                          | O |   |   |   |   |   |   | O |   |    |
| Prahd Bittlestiffender                | O |   |   |   |   |   |   | O |   |    |
| Raht                                  |   |   |   |   |   |   |   | O |   |    |
| Terb                                  |   |   |   |   |   |   |   | X |   |    |
| Trapp                                 | X | O |   |   |   |   |   | O |   |    |
| Babe Corleone                         | X |   |   |   |   |   |   | O |   |    |
| Izzy Epstein                          | X | X |   |   |   |   |   | O |   |    |
| Bang-Bang Rimbombo                    | X |   |   |   |   |   |   | X |   |    |
| J. Walter Madison                     | X | X | X |   |   |   |   | X |   |    |
| Teenie                                | X | X | X | X | X | O | O | X |   |    |
| Monsieur Calico                       | X |   |   |   |   |   |   | O |   |    |
| Monte Pennwell                        | X | X | X | X | X | X | X | O |   |    |

## Autour de la série

### Rapport avec la scientologie
L'auteur de Mission Terre, L. Ron Hubbard, est aussi le créateur de l'Église de Scientologie. Lorsque les dix volumes de la série de romans ont été publiés, cette Église existait depuis une trentaine d'années.
On peut donc s'interroger sur le fait de savoir si Ron Hubbard a voulu, soit explicitement, soit implicitement de manière subliminale, « faire passer » certains messages issus de la scientologie dans ces romans.

#### Psychiatrie et psychologie
Mission Terre insiste à divers endroits (par le récit de Soltan Gris) sur les comportements néfastes des psychiatres et psychologues qui utilisent la psychiatrie et la psychologie sur la planète Terre.
Ce point avait été relevé quelques années auparavant dans sa précédente saga, Terre champ de bataille, dans lequel le lecteur pouvait voir les méchants Psychlos, venus de la planète Psychlo, lutter contre les gentils humains. À cette occasion, on pouvait s'interroger si les Psychlos ne faisaient pas référence à la psychologie : fallait-il voir une lutte entre les « méchants Psychlos (psychologues) » et les « bons humains », bref une lutte opposant les « Psycho(logue)s » aux « Sciento(logue)s » ?
Concernant Mission Terre, il n'y a pas de références explicites à la doctrine scientologue ; cependant, la dénonciation récurrente par l'auteur — même sur un ton badin ou humoristique — des prétendus « méfaits » de la psychologie et de la psychiatrie n'est pas neutre sur un plan littéraire, social, médical, ou politique. Il semble même que, sur ce point, l'auteur n'a pas hésité à indiquer le fond de sa pensée, d'autant plus que la thématique de l’« anti-psychiatrie » est ancienne dans l’Église de scientologie.

#### Homosexualité
De même, L. Ron Hubbard décrit de manière particulièrement péjorative les homosexuels, qui sont assimilés à des personnes efféminées et lâches, ce qui pourrait accréditer la thèse d'un auteur homophobe.

#### Les extraterrestres, ancêtres des humains?
Mission Terre évoque à plusieurs reprises l'idée selon laquelle les extraterrestres de Voltar ont colonisé des milliers de système stellaires durant les siècles passés. L'humanité, en tant que telle, ne serait qu'un produit local d'une espèce extraterrestre répandue dans toute la galaxie. Or, l’Église de scientologie a un fondement théorique identique, selon lequel l'humanité découlerait d'une antique race extraterrestre dont elle est le produit.
Par ailleurs la trame essentielle du roman consiste dans la surveillance et le contrôle des humains et de leur civilisation par des extraterrestres, qui ne veulent pas que l'espèce humaine se détruise. Ce sujet est encore en lien direct avec la doctrine scientologue selon laquelle les extraterrestres sont présents non loin de nous dans la galaxie, ceux-ci attendant de revenir prendre contact avec l'humanité quand celle-ci sera suffisamment « mature ».

### Tentative de censure
En 1991, la ville de Dalton en Géorgie a tenté d'enlever les livres de Mission Terre de sa bibliothèque publique, la série étant décrite « avec des passages répétés impliquant le masochisme chronique, la maltraitance des enfants, l'homosexualité, la nécromancie, le meurtre sanglant et d'autres choses qui sont anti-sociales, perverties et anti-tout ». La tentative n'a pas abouti, bien que cela a placé la série Mission Terre dans la catégorie des livres interdits (en) qui ont été contestés aux États-Unis.

### Controverse sur les ventes
Les livres de la série Mission Terre ont été un succès commercial majeur, en particulier les premiers volumes de la série, avec tous les volumes individuels atteignant la liste des best-sellers du New York Times.
Cependant, la mesure dans laquelle celle-ci reflète la popularité réelle de la série est fortement remise en question. Un grand nombre de libraires, de directeurs de publication et d'anciens scientologues déclarent que, comme d'autres livres de Hubbard, l'Église de Scientologie a lancé une vaste campagne d'achat de livres, similaire à la campagne de promotion de la série Terre champ de bataille afin de la promouvoir comme un best-seller de la littérature. Des histoires de livres envoyés à des magasins portant les étiquettes de prix d'autres magasins ont circulé à travers la communauté des fans de science-fiction.
En deux ans, Hubbard a enregistré 14 livres consécutifs sur la liste du New York Times. Adam Clymer, un cadre de ce journal, a déclaré que, alors que les livres ont été vendus en nombre suffisant pour justifier leur statut de best-seller, « nous ne savons pas à qui ils ont été vendus ». Il a déclaré que le journal n'a découvert aucun cas dans lequel de grandes quantités de livres auraient été vendues à des individus isolés.

## Distinctions
Mission Terre s'est vu attribuer le prix Cosmos 2000 en 1989.